# Allen Jenkins
Pour les articles homonymes, voir Jenkins.
Allen Jenkins (1900-1974) est un acteur américain.

## Filmographie partielle

### Années 1930
- 1931 : The Girl Habit d'Edward F. Cline
- 1932 : Une allumette pour trois (Three on a Match) de Mervyn LeRoy : Dick
- 1932 : Je suis un évadé (I Am a Fugitive from a Chain Gang) de Mervyn LeRoy : Barney Sykes
- 1933 : L'affaire se complique (Hard to Handle) de Mervyn LeRoy : l'animateur radio du marathon de danse
- 1933 : 42e Rue (42nd Street) de Lloyd Bacon : Mac Elroy
- 1933 : Blondie Johnson de Ray Enright
- 1933 : Les Veuves de La Havane (Havana Widows) de Ray Enright
- 1933 : King Kong de Merian C. Cooper et Ernest B. Schoedsack
- 1933 : Professional Sweetheart de William A. Seiter
- 1933 : Bureau des personnes disparues (Bureau of Missing Persons) de Roy Del Ruth : Détective Joe Musik
- 1933 : The Mind Reader de Roy Del Ruth : Frank
- 1934 : Le Cabochard (The St. Louis Kid) de Ray Enright
- 1934 : J'écoute (I've Got Your Number) de Ray Enright : John 'Johnny'
- 1934 : Le Cabochard (The St. Louis Kid) de Ray Enright
- 1934 : Rayon d'amour (Happiness Ahead) de Mervyn LeRoy :  Chuck
- 1934 : The Big Shakedown de John Francis Dillon : Lefty
- 1934 : Jimmy the Gent de Michael Curtiz : Lou
- 1934 : Ondes d'amour (Twenty Million Sweethearts) de Ray Enright : Pete
- 1934 : The Case of the Howling Dog d'Alan Crosland
- 1935 : While the Patient Slept de Ray Enright : Sergent Jim Jackson
- 1935 : The Case of the Curious Bride de Michael Curtiz : Spudsy Drake
- 1935 : The Case of the Lucky Legs d'Archie Mayo
- 1935 :  Reine de beauté (Page Miss Glory) de Mervyn LeRoy
- 1935 : Tête chaude (The Irish in Us) de Lloyd Bacon : Carbarn Hammerschlog
- 1936 : Caïn et Mabel (Cain and Mabel) de Lloyd Bacon : Dodo
- 1936 : Le Chant des cloches (Sins of Man) d'Otto Brower et Gregory Ratoff
- 1937 : Rue sans issue (Dead End) de William Wyler : Hunk
- 1937 : Femmes marquées (Marked woman) de Lloyd Bacon : Louie
- 1937 : Bataille de dames (Ever Since Eve) de Lloyd Bacon
- 1938 : La Peur du scandale (Fools for Scandal) de Mervyn LeRoy : Dewey 'Dew' Gibson
- 1938 : Le Mystérieux Docteur Clitterhouse (The Amazing Dr. Clitterhouse) d'Anatole Litvak : Okay
- 1938 : Swing Your Lady de Ray Enright
- 1938 : Chercheuses d'or à Paris (Gold Diggers in Paris) de Ray Enright et Busby Berkeley
- 1938 : Une enfant terrible (Hard to Get) de Ray Enright : Roscoe
- 1938 : Menaces sur la ville (Racket Busters) de Lloyd Bacon : Skeets' Wilson
- 1939 : Femme ou Démon (Destry Rides Again) de George Marshall : Gyp Watson
- 1939 : Quels seront les cinq ? (Five Came Back), de John Farrow : Peter 'Pete'

### Années 1940
- 1940 : Adieu Broadway (Tin Pan Alley) de Walter Lang : Casey
- 1940 : L'Étrange Aventure (Brother Orchid) de Lloyd Bacon : Willie « The Knife »
- 1940 : Margie de Otis Garrett et Paul Gerard Smith
- 1940 : Oh ! Johnny mon amour ! (Oh Johnny, How You Can Love) de Charles Lamont
- 1941 : Des pas dans la nuit (Footsteps in the Dark) de Lloyd Bacon : Mr. Wilfred
- 1941 : Le Faucon gentleman détective (The Gay Falcon) d'Irving Reis
- 1942 : Embrassons la mariée (They All Kissed the Bride) de Alexander Hall : Johnny Johnson
- 1942 : Tortilla Flat de Victor Fleming : Portagee Joe
- 1942 : Les Yeux dans les ténèbres (Eyes in the Night) de Fred Zinnemann : Marty
- 1943 : Le Cabaret des étoiles (Stage Door Canteen) de Frank Borzage (caméo)
- 1945 : Le Joyeux Phénomène (Wonder Man) de H. Bruce Humberstone : Chimp
- 1945 : Deanna mène l'enquête (Lady on the train) de Charles David : Danny
- 1946 : Meet Me on Broadway de Leigh Jason
- 1947 : Les Corsaires de la terre (Wild Harvest) de Tay Garnett : Higgins
- 1947 : Fun on a Weekend d'Andrew L. Stone
- 1949 : Le Grand Départ (The Big Wheel) de Edward Ludwig

### Années 1950
- 1951 : Symphonie en 6.35 (Behave Yourself!) de George Beck
- 1954 : L'Amour parmi les monstres (Chained for Life) de Harry L. Fraser
- 1959 : Confidences sur l'oreiller (Pillow Talk) de Michael Gordon : Harry

### Années 1960
- 1967 : Quatre Fiancés pour un mari (Doctor, You've Got to Be Kidding!) de Peter Tewksbury : Joe Bonney